# Aphodius theobaldi
Aphodius incertus
Espèce
Synonymes
- †Aphodius incertus Théobald, 1937

Aphodius theobaldi est une espèce fossile de scarabées de la famille des Scarabaeidae et de la sous-famille des Aphodiinae (ordre des Coleoptera).

## Classification

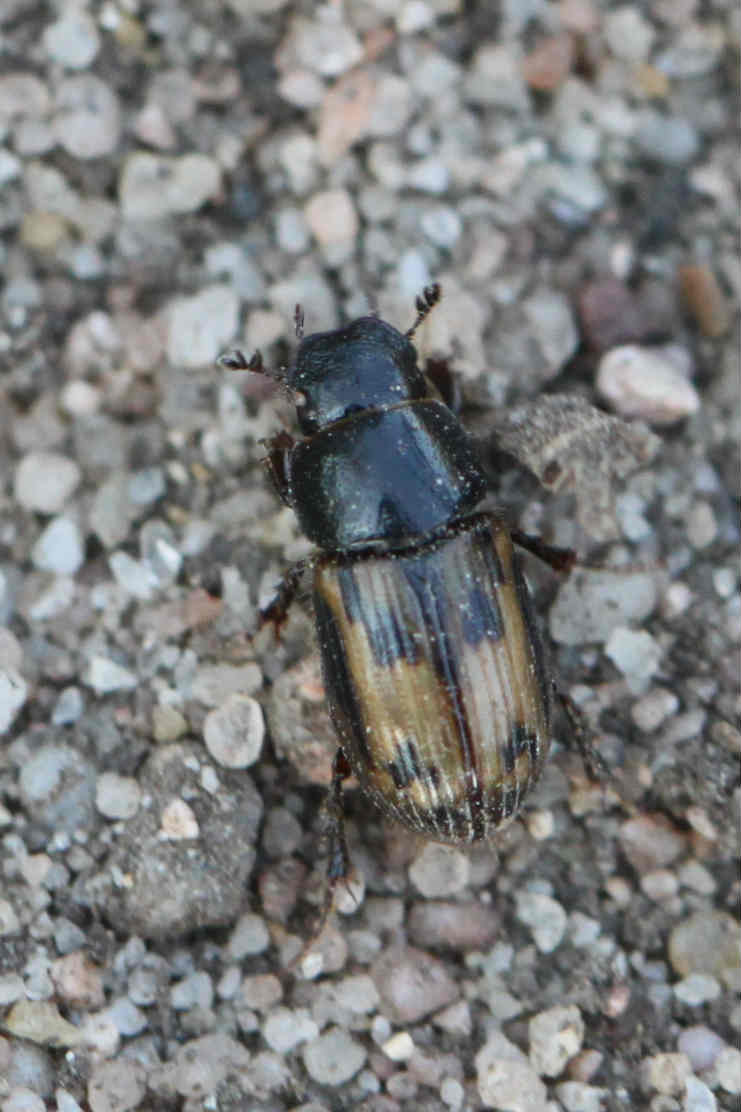
Aphodius distinctus espèce sœur vivante.

L'espèce Aphodius theobaldi a été publiée en 2000 par l'entomologiste allemand et américain Frank-Thorsten Krell (1966-),. 
Cette espèce est dédiée au paléontologue français Nicolas Théobald (1903-1981), et a pour synonyme †Aphodius incertus Théobald 1937. 

### Fossiles
L'espèce Aphodius incertus est décrite en 1937 par l'holotype C28 venant des terrains sannoisiens de la formation de Célas dans le Gard, et des collections du Muséum d'histoire naturelle de Marseille.

### Étymologie
Les ailes sont mal conservées ; les pattes et les antennes sont absentes, d'où ce qualificatif d'incertus qui lui avait été attribué par Nicolas Théobald.

## Description

### Caractères
La diagnose de Nicolas Théobald en 1937, : 

« Insecte de teinte noir brunâtre, conservant la tête, le corselet et les élytres. Tête tronquée en avant ; bord postérieur légèrement convexe enfoncé dans le prothorax ; deux yeux composés de forme arrondie, placés vers la partie antérieure de la tête. Corselet de forme presque rectangulaire ; bord antérieur légèrement échancré ; côtés latéraux à peine convexes ; bord postérieur rebordé. Les 4 coins du corselet sont en angle droit et légèrement arrondis. À travers le corselet on voit l'impression des hanches, écartées. Scutellum petit, triangulaire ; élytres peu allongés, plus de deux fois plus longs que larges ; côté antérieur légèrement concave; épaule arrondie, dépassant le corselet ; bord marginal à peine convexe ; sommet arrondi; ornementation mal conservée, elle est formée de 8 stries ponctuées. ».

### Dimensions
La longueur totale est de 4,5 mm ; les élytres mesurent 3 mm de long et 1,2 mm de large.

### Affinités
« En raison de la mauvaise conservation des ailes et de l'absence des pattes et des antennes, nous n'avons pas recherché les affinités avec la faune actuelle. Le g. Aphodius est subdivisé en un grand nombre de sous-genres. ».

## Biologie
« Insectes coprophages, vivant dans les matières organiques en décomposition. ».

## Galerie
- Quelques espèces vivantes du genre Aphodius.
- Aphodius abdominalis.
- Aphodius crenatus.
- Aphodius fimetarius.
- Aphodius lividus.
- Aphodius obliteratus.
- Aphodius obscurus.

### Publication originale
- [2000] (en) Frank-Thorsten Krell, The fossil record of Mesozoic and Tertiary Scarabaeoidea (Coleoptera: Polyphaga), vol. 14, coll. « Invertebrate Taxonomy », 2000, 871-905 p. (DOI 10.1071/IT00031, lire en ligne).